# ساموير آي بيلونغ
ساموير آي بيلونغ، (بالإنجليزية: Somewhere I Belong)‏ هي أغنية لفرقة الروك الأمريكية لينكين بارك، وهي الأغنية الأولى من ألبومهم الستوديويِّ الثاني ميتيورا، أُصدرت في السابع عشر من مارس 2003. وحصلت على المرتبة رقم 10 في المملكة المتحدة، والمرتبة رقم 32 في الولايات المتحدة. وفازت بجائزة «أفضل فيديو روك (Best Rock Video)» في حفل جوائز «إم تي في (MTV)» للفيديو عام 2003.